# Stewartville
Stewartville is een plaats (city) in de Amerikaanse staat Minnesota, en valt bestuurlijk gezien onder Olmsted County.

## Demografie
Bij de volkstelling in 2000 werd het aantal inwoners vastgesteld op 5411.
In 2006 is het aantal inwoners door het United States Census Bureau geschat op 5518, een stijging van 107 (2.0%).

## Geografie
Volgens het United States Census Bureau beslaat de plaats een oppervlakte van
5,5 km², waarvan 5,4 km² land en 0,1 km² water. Stewartville ligt op ongeveer 374 m boven zeeniveau.

## Plaatsen in de nabije omgeving
De onderstaande figuur toont nabijgelegen plaatsen in een straal van 24 km rond Stewartville.